# Amerikansk himmelsblomma
Amerikansk himmelsblomma (Commelina caroliniana) är en himmelsblomsväxtart som beskrevs av Thomas Walter. Enligt Catalogue of Life ingår Amerikansk himmelsblomma i släktet himmelsblommor och familjen himmelsblomsväxter, men enligt Dyntaxa är tillhörigheten istället släktet himmelsblommor och familjen himmelsblomsväxter. IUCN kategoriserar arten globalt som livskraftig. Arten har ej påträffats i Sverige. Inga underarter finns listade.

## Bildgalleri

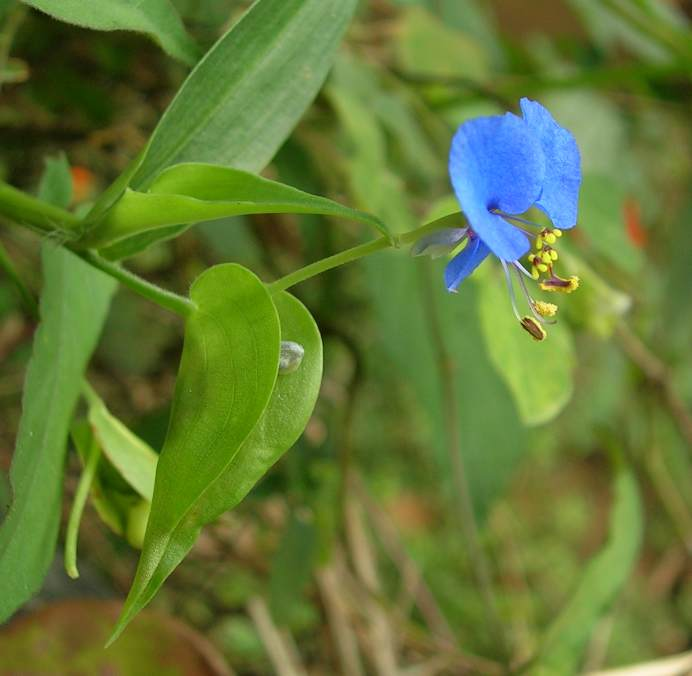
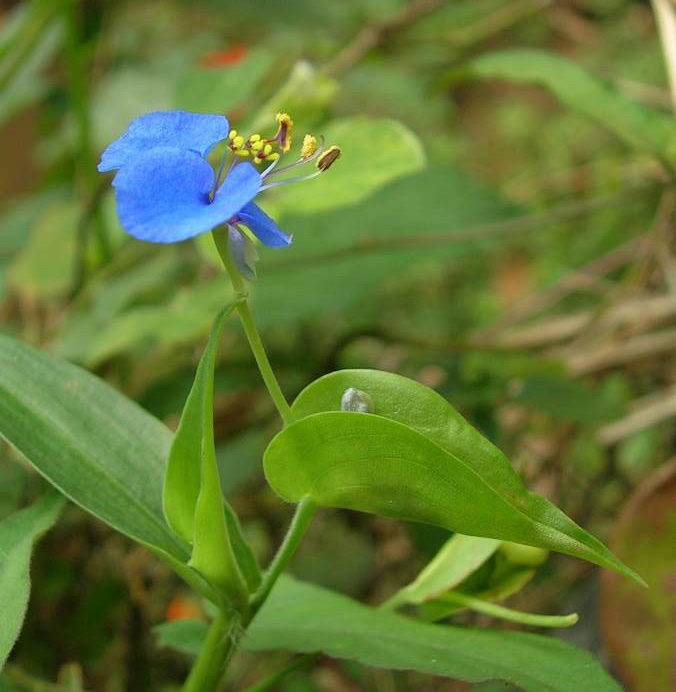